# Sanković
Sanković (cyr. Санковић) – wieś w Serbii, w okręgu kolubarskim, w gminie Mionica. W 2011 roku liczyła 197 mieszkańców.